# Samir Böhringer
Samir Böhringer (* 15. Juli 1991 in Laupheim) ist ein Schweizer Jazzmusiker (Schlagzeug, Komposition).

## Leben und Wirken
Böhringer, Sohn einer deutschen Klavierlehrerin und eines tunesischen Vaters, zog als Kind zuerst nach Zürich, dann nach Märstetten, wo er mit seiner Mutter und seinem Stiefvater beim Schloss Altenklingen aufwuchs. Mit sieben Jahren entdeckte er die Faszination des Trommelns für sich; zunächst besuchte er die Musikschule in Müllheim, um dann in Weinfelden bei Stefan Krucker Schlagzeugunterricht zu erhalten.
Böhringer studierte von 2013 bis 2015 an der Swiss Music Academy bei Sascha Kaisler und Peter Haas und absolvierte gleichzeitig das Vorstudium an der Musikschule Konservatorium Zürich mit Unterricht bei Andreas Brugger und Nico Looser. Zwischen 2015 und 2018 studierte er im Jazzstudiengang an der Zürcher Hochschule der Künste bei Tony Renold.
Seit 2016 leitet Böhringer sein eigenes Quartett Meta Zero, das aus dem Saxophonisten Rafael Schilt bzw. dem Pianisten Philipp Eden, dem Gitarristen Dave Gisler und dem Bassisten Raphael Walser besteht; mit dem Quartett legte er mehrere Tonträger mit Eigenkompositionen vor, zuletzt 2023 ein gleichnamiges Album. Für das Jazz Podium ist er «zusammen mit Gard Nilssen einer der vielversprechendsten Drummer-Komponisten unserer Tage». Weiterhin leitete er sein internationales Quartett Emitime, das Ensemble Chronos Collective und arbeitete als Sideman im Konrad Bogen Trio, in Alessio Cazzettas Sphnx, in Anatole Buccellas Trio Imaginaire, in Joa Freys Driftwood Quartet sowie im Quartett Swing Thing der Sängerin Dela Hüttner. Zudem spielte er mit Andreas Apitz, Caleb Curtis, Ingrid Laubrock, Beat Gisler und Bruno Steffen. 
2019 erhielt Böhringer einen Förderbeitrag des Kantons Thurgau.